# Świelino (stacja kolejowa)
Świelino – zlikwidowana stacja końcowa kolei wąskotorowej (Białogardzka Kolej Dojazdowa) w Świelinie, w województwie zachodniopomorskim, w Polsce. Stacja była końcową dla linii ze stacji Białogard Miasto.